# Forteresse de Kulič
La forteresse de Kulič (en serbe cyrillique : Тврђава Кулич ; en serbe latin : Tvrđava Kulič) est située à Kulič, sur le territoire de la Ville de Smederevo et dans le district de Podunavlje, en Serbie. Elle est inscrite sur la liste des monuments culturels protégés de la République de Serbie (identifiant no SK 551).

## Présentation
La forteresse de Kulič se trouve à proximité de la confluence de la Velika Morava et du Danube. Le manque de données historiques et d'informations archéologiques rendent son étude difficile. Les vestiges visibles du fort remontent à l'affrontement des Ottomans et des Autrichiens aux XVIIe et XVIIIe siècles.
La forteresse a principalement été construite en pierres, mais la brique a également été utilisée. Sa base est polygonale (probablement hexagonale) ; elle mesure environ 70 m de diamètre et les remparts sont parfois préservés jusqu'à une hauteur de 5 m. Elle possédait deux portes et de nombreuses ouvertures pour les canons. De tous les côtés, elle est entourée par un fossé rempli d'eau qui la reliait au Danube.
Compte tenu de sa position stratégique à l'intersection des routes terrestres et maritimes, on suppose la première installation militaire a dû y être construite au début de la colonisation romaine de la région du Danube aux IIe et Ier siècles av. J.-C. et qu'elle a contribué, avec d'autres fortifications, à former un limes le long de la rive droite du fleuve. Au début de la période byzantine, l'empereur Justinien (527-565) a probablement renforcé la forteresse et, au Moyen Âge comme à l'époque ottomane, elle a conservé son rôle de position militaire active. Elle a encore été utilisée lors de la Première et de la Seconde Guerre mondiale ; des bunkers en béton y ont alors été construits. Jusqu'au milieu des années 1980, elle a abrité un cimetière qui a été déplacé depuis plus près du village actuel.
En raison de la densité de la végétation et de l'eau, la forteresse est devenue difficile d'approche et à peine visible.